# Grandes éxitos (álbum de Jarabe de Palo)
¿Grandes éxitos? es el primer álbum recopilatorio del grupo Jarabe de Palo, publicado en 2003.

## Canciones
1. La flaca
2. Grita
3. Depende
4. Tiempo
5. El bosque de palo
6. Perro apaleao
7. Pura sangre
8. Agua
9. Completo incompleto
10. El lado oscuro
11. Dos días en la vida
12. De vuelta y vuelta
13. Duerme conmigo
14. Agustito con la vida
15. En lo puro no hay futuro
16. El lunar de María
17. A lo loco con P. Tinto

- Datos: Q4025119